# Austrolimnophila (Austrolimnophila) minor
Austrolimnophila (Austrolimnophila) minor is een tweevleugelige uit de familie steltmuggen (Limoniidae). De soort komt voor in het Australaziatisch gebied.